# 고은령
고은령(1980년 ~ )은 대한민국의 전 KBS의 아나운서이자 현 보들극장 및 소셜에듀의 대표이다. 고태영으로 개명하였다.

## 학력
- 중앙대학교 영어영문학과 졸업
- 한국예술종합학교 연극원 연극학 석사

## 경력
- 2001년 ~ 2002년 : 뉴욕 라디오코리아 DJ
- 2005년 ~ 2010년 : KBS 공채 31기 아나운서
- 2012년 : 스튜디오뮤지컬 대표
- 2020년 : 보들극장 대표

## 수상
- 2015년 사회적기업가페스티벌 우수상
- 2015년 2015H-온드림 펠로 인큐베이팅부문

## 방송진행

### TV
- 신나는날 즐거운날
- KBS 뉴스 9
- TV문화속으로
- KBS 네트워크